# Historien om en krone
|  | Denne artikel er oprettet af botten Steenthbot ud fra en ekstern database. Den kan derfor have sproglige fejl eller mangler. Denne skabelon kan fjernes efter kontrol af indholdet. |

Historien om en krone er en dansk dokumentarfilm fra 1962 instrueret af Svend Aage Lorentz efter eget manuskript.

## Handling
En krone bliver fremstillet og glider ind i omsætningen. Den fortæller selv (med Helle Virkners stemme) om sine oplevelser på rejsen rundt i verden fra hånd til hånd, indtil den til sidst vender tilbage og går til omsmeltning.